# 柯克頓 (丹地)
柯克頓（英語：Kirkton）是位於蘇格蘭邓迪北部的一處住宅區。這區有兩所小學和中學，以及一所大專院校丹地和安格斯學院。